# Francolinus hildebrandti
Francolinus hildebrandti là một loài chim trong họ Phasianidae.